# Auguste Parfondry
Désiré Auguste Ghislain Parfondry (Havelange, 12 febbraio 1896 – ...) è stato un ciclista su strada belga.

## Palmarès

### Olimpiadi
- Argento a Parigi 1924 nella corsa a squadre.